# Andropogon scabriglumis
Andropogon scabriglumis (лат.) — вид цветковых растений рода Бородачевник (Andropogon) семейства Злаки (Poaceae). Эндемик Эквадора.